# Starlink
O Starlink é um projeto de desenvolvimento de constelações de satélites em andamento pela empresa americana SpaceX, (semelhante a Iridium Communications) para desenvolver uma plataforma de satélites de baixo custo e alto desempenho e transceptores terrestres de clientes necessários para implementar um novo sistema de comunicação baseado na internet.  Cada satélite Starlink pesa aproximadamente 260kg e possui um design de painel plano que possui múltiplas antenas de alto rendimento e um único painel solar.
Esta grande constelação de satélites artificiais orbitando em órbita terrestre baixa (LEO) formará a espinha dorsal de uma rede global de internet de banda larga. E a empresa planeja lançar mais 17 mil desses satélites. Muitos astrônomos levantaram temores de que eles interfeririam nas observações visuais e até na radioastronomia.

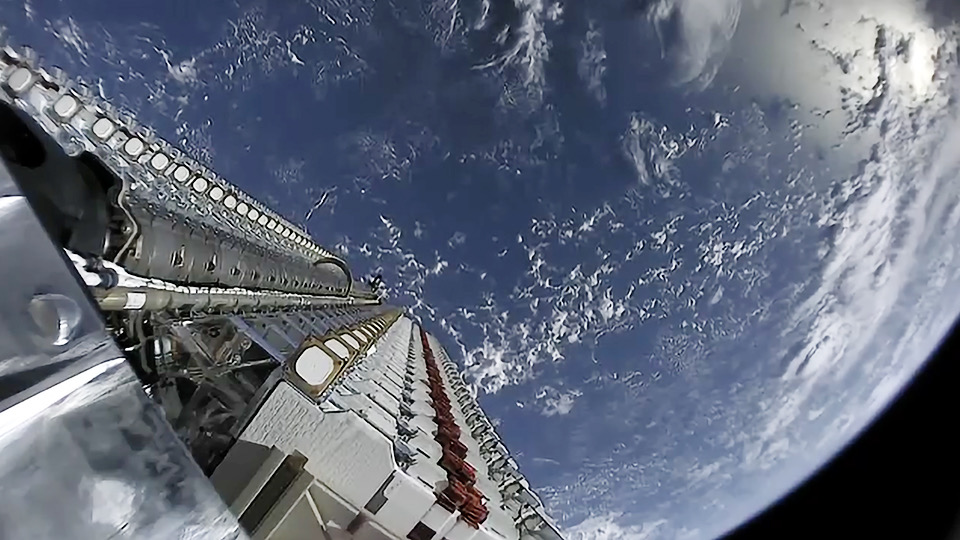
Vista dos 60 Satélites Starlink do lançamento de 24 de maio de 2019

## História da missão
No dia 23 de maio de 2019, às 22:30 EDT, SpaceX lançou 60 satélites Starlink do Complexo 40 (SLC-40) na Estação da Força Aérea de Cabo Canaveral, na Flórida. Cerca de uma hora e dois minutos após o lançamento, os satélites Starlink começam a ser utilizados a uma altitude de 440 km acima da Terra. Eles usam a propulsão a bordo para atingir uma altitude operacional de 550 km.

## Lançamentos
A implantação dos 1.584 primeiros satélites será realizada em 24 planos orbitais de 66 satélites cada, com um ângulo de elevação mínimo solicitado mais baixo para melhorar a recepção: 25 graus em vez dos 40 graus das outras duas conchas orbitais. A SpaceX lançou os primeiros 60 satélites da constelação em maio de 2019 em uma órbita de 450 km e esperava até seis lançamentos em 2019 na época, com 720 satélites (12 * 60) para cobertura contínua em 2020. Em 2020, a SpaceX lançou um recorde de 26 foguetes. Atualmente a Starlink superou a marca de mais de 2000 satélites enviados a órbita da Terra, na data de 03/05/2022 enviou mais 47 satélites com seu foguete Falcon 9, o 9°  lançamento em 2022.
| Vôo № | Data e hora (UTC) | Local de lançamento | Veículo de lançamento | Altitude da órbita (km) | Inclinação | Número liberado | Resultado |
| ----- | --- | ------------------- | --------------------- | ----------------------- | ---------- | --------------- | --------- |
| 1     | 22 de fevereiro de 2018 14:17 | Vandenberg          | F9 FT ♺ B1038.2       | 514                     | 97.5°      | 2               |           |
| 1     | Dois satélites de testes conhecidos como Tintin A e B (MicroSat-2a e 2b) que foram implantados como co-cargas no satélite Paz. |                     |                       |                         |            |                 |           |
| 2     | 24 de maio de 2019 às 02:30 | CCAFS SLC-40        | F9 B5 ♺ B1049.3       | 440 to 550              | ~53°       | 60              | [ 19 ]    |
| 2     | Segundo lançamento de satélites de teste para a constelação Starlink da SpaceX. Dito ser "design de produção", eles serão usados para testar vários aspectos da rede, incluindo a desorbitação. Eles não terão capacidade de interligação por satélite e somente poderão se comunicar com antenas terrestres estacionárias. Um dia após o lançamento, um astrônomo amador na Holanda foi um dos primeiros a publicar um vídeo mostrando os satélites voando pelo céu como um "trem" de luzes brilhantes. Cinco semanas após o lançamento, 57 dos 60 satélites estavam "saudáveis", enquanto três haviam se tornado inoperantes e estavam abandonados, mas desorbitaram devido a resistência atmosférica. |                     |                       |                         |            |                 |           |
| 3     | Novembro de 2019 | CCAFS SLC-40        | F9 B5                 | 450                     | 53˚        | 60              | Planejada |
| 3     | Irá lançar um grande lote de satélites Starlink para uma órbita de aproximadamente 450 km a uma inclinação de 53˚. Provavelmente, será o início de uma campanha de lançamento para obter mais de 2.200 satélites Starlink Ka/Ku-band lançados em março de 2024. |                     |                       |                         |            |                 |           |
| 4     | 4 de novembro de 2019 | CC 39A or SLC-40    | F9 B5                 | 550 km (340 mi)         | 53.0°      | 60              |           |
| 4     | Primeiro lançamento de satélites "operacionais" Starlink (v1.0), com uma massa aumentada de 260 kg cada e incluindo antenas de banda Ka. Satélites foram lançados em órbita circular a cerca de 290 km de altitude, a partir da qual os satélites elevaram sua altitude por conta própria. |                     |                       |                         |            |                 |           |
| 5     | 7 de janeiro de 2020, 02:19 | CCAFS, SLC-40       | F9 B5 ♺ B1049.4       | 550 km (340 mi)         | 53.0°      | 60              |           |

## Disponibilidade
Está disponível em Portugal desde agosto de 2021 e no Brasil desde janeiro de 2022.